# جبرة (الخرطوم)
جبرة، أو جبرا، هي واحدة من أحياء الخرطوم، السودان، وتقع في الجانب الجنوبي من الخرطوم.

## تاريخ
في 2 يوليو 2015، اتخذ عدد كبير من النساء في الخرطوم إجراءات من خلال إغلاق الشارع الرئيسي في جبرا، الذي يربط الأحياء الجنوبية والشرقية من المدينة. كانوا يحتجون على التعطيل المستمر لإمدادات مياه الشرب إلى منازلهم، والذي كان مستمرا لمدة خمسة أيام متتالية. خلال الاحتجاج، أعربت النساء عن مظالمهن ضد الحكومة وطالبن بتوفير المياه على الفور. أفاد شهود عيان أن المتظاهرين استخدموا كتلا خرسانية لعرقلة الشارع الرئيسي، مما تسبب في انقطاع حركة المرور لمدة ساعة. بعد ذلك، تدخلت الشرطة وفرقت مظاهرات النساء.
في 28 ديسمبر 2021، أسفرت غارة شنها ضباط المخابرات السودانية على خلية لداعش في حي جبرا، عن مقتل خمسة ضباط وإصابة واحد. أدت العملية الأمنية أيضا إلى اعتقال 11 إرهابيا من جنسيات مختلفة. خلال الغارة، فتحت الجماعة الإرهابية النار على قوات الأمن، مما أدى إلى وقوع إصابات بين الضباط. تمكن أربعة إرهابيين أجانب من الفرار ويجري ملاحقتهم حاليا. هذه هي المرة الأولى التي تعلن فيها السلطات السودانية عن الاستيلاء على خلية داعش في البلاد.أشاد رئيس الوزراء عبد الله حمدوك بالضباط الذين سقطوا كأبطال كانوا يكافحون الأنشطة الإرهابية المتطرفة لتأمين البلاد واستقرارها.

## وصلات خارجية
- الموقع الرسمي لولاية -محافظة- الخرطوم
- موسوعة السودان الرقمية
- صور لمدينة الخرطوم